# 田辺市立図書館
田辺市立図書館（たなべしりつとしょかん）は、和歌山県田辺市東陽にある公立図書館。和歌山県で2番目に開館した図書館で、現存する中では県内最古、近畿地方の市立図書館では最古である。郷土ゆかりの武蔵坊弁慶に関する資料収集を重視している。

## 歴史

### 私立田辺図書館（1900-1915）
私立の田辺図書館として1900年（明治33年）2月1日に開館した。これは図書館令が制定された翌年のことであり、記録に残る中では和歌山県師範学校検友会図書部に次いで和歌山県で2番目に開館した図書館であった。当日は西牟婁郡田辺町中屋敷町51番地に西牟婁郡長・田辺町長をはじめ、田辺町内の小中学校長ら26人が開館準備のために集結し、初代館長に伊藤貫一を選任した。伊藤は田辺基督教会の牧師であり、1893年（明治26年）に田辺に赴任して以降、田辺幼稚園の創設に携わるなどしてきた。伊藤は地方に図書館が必要であると説き、有識者に呼び掛け、地元青年の親睦会であった「熊洋クラブ」が図書館開設運動の中心に立った。
開館1年目の田辺図書館の維持費見込みは180円で、うち30円を田辺町からの補助金で賄い、残りを賛助会費と正会費で負担する計画であった。図書は個人蔵書の借用や有志の寄付に頼った。来館者数は10人以下の日がほとんどで、「牟婁新報」は同年4月22日の創刊号で図書館のことを「只是れ『新聞雑誌縦覧所』の如き者」と書き立てている。なお牟婁新報は1910年（明治43年）に西牟婁郡潮岬村（現・東牟婁郡串本町）の青年会が潮岬図書館を建てた際に「青年会にして此の大企画をなせる県下潮岬を以て嚆矢とす、田辺の図書館など汗顔に堪えずと言ふべし」と書いており、田辺図書館には厳しい評価を下している。
開館から3か月後の5月10日、田辺図書館は文部大臣に対して「図書館設立ニ付開申書」を提出した。開申書には1900年（明治33年）5月1日に設立したと書かれており、それまでは準備期間であったようである。設立の経緯や来館者数、図書や資金の寄付状況は『田辺図書館日誌』に記録されており、『田辺市史 第9巻』に収録されている。
田辺図書館には有力なパトロンが存在せず、開館2年目の会費収入は月々8円30銭と、年間の運営にかかる見込み金額（180円）の半分にも達せず、1904年（明治37年）には年間運営費を65円と記録している。すなわち本来かかるはずの経費を3分の1に切り詰めて運営していたのである。厳しい財政事情を反映して、図書館は1902年（明治35年）に中屋敷町から本町横丁へ、1907年（明治40年）6月に田辺小学校へ、1911年（明治44年）に本町67番地の熊本邸へと移転を繰り返した。田辺に住んでいた南方熊楠は、1911年（明治44年）2月8日に図書館を利用しようと田辺小学校へ行ったがすでに本町の熊本邸へ移転したと言われた旨を日記に書いており、目まぐるしい移転に住民が付いていけていなかったことが窺える。
1912年（明治45年）5月時点の蔵書数は和漢書が9,700冊、洋書が580冊であり、その中には個人からの借用図書も含まれていた。なお田辺図書館とは別に、1912年（大正元年）8月13日より紀伊教育会西牟婁郡支会が巡回文庫を開始した。現行の田辺市域では田辺・湊・西ノ谷・新庄の小学校に10日間文庫が置かれ、希望者が閲覧した。各町村に10日間しか設置されなかったため、情報伝達手段が発達していなかった時代背景もあり、田辺などの都市部はともかく、農山村では巡回文庫の情報を得て小学校を訪れたらすでに別の村に文庫が移動した後だった、ということも多かったようである。

### 郡立から町立、市立へ（1915-1949）
1915年（大正4年）4月1日、郡会議事堂に西牟婁郡立図書館が設置された。このとき西牟婁郡立図書館は田辺図書館を吸収し、6月25日に田辺図書館の蔵書を引き継いだ。田辺図書館は個人蔵書を一部借用していたため、すべてを郡立図書館へ引き渡したわけではなく、1918年（大正7年）3月末時点の郡立図書館の蔵書数は5,696冊と田辺図書館より減っている。
郡立となっても利用者は少なく、1917年（大正6年）7月の来館者数は134人で官公吏が主であった。その理由を牟婁新報は、郡会議事堂というがらんとした寂しい場所にあることと帯出手続きが面倒であることの2つであると分析し、自由に本を手に取れる大阪商船待合所や郡公園にあった簡易図書館の方が利用者が多いと報じた。少ない利用者の中には南方熊楠がおり、南方は『大清一統志』があるので通っていたが、閲覧室が田辺実業学校（現・和歌山県立神島高等学校）技芸科の女子生徒の裁縫実習室としても利用されていたため、生徒の邪魔にならぬよう通うのを中断したと柳田国男への手紙に綴っている。
1921年（大正10年）に郡制の廃止方針が定まったため、郡立図書館は和歌山県へ移管される予定であったが、和歌山県会は図書館予算を削除したため田辺町へ移管されることになった。1923年（大正12年）に西牟婁郡立図書館は田辺町へ移管され田辺町立図書館となり、蔵書と器具が町へ無償譲渡された。図書館は田辺町役場2階の会議室へ移転したが、書棚には「本に手を触れてはいけません」という貼り紙がされ、事実上利用することができない状態となった。この名ばかりの「田辺町立図書館」が実際に利用できるようになったのは、1929年（昭和4年）の新春に田辺第一小学校創立50周年記念館へ移転してからのことである。
1942年（昭和17年）5月、田辺町が田辺市となったことで田辺市立図書館に改称した。戦中の活動状況は不詳であるが、1946年（昭和21年）6月14日の紀州民報に田辺市立図書館に関する投書があることから、終戦直後の厳しい財政下でも既に活動していたことが分かる。この投書によると、図書館とは名ばかりの不十分な施設で、閲覧料は無料であったが貸し出しを受けるには会員にならねばならず、会員になれるのが田辺市民に限定されていたという。また1948年（昭和23年）8月20日の紀伊民報は「市立図書館を強化せよ」と題した社説を掲載、10数年ぶりに訪れた田辺の図書館は、新刊書はおろか、前に訪れた際には存在したはずの名著も散逸してしまっているとし、市当局の奮起を促すと記した。

### 公民館付設時代（1949-1955）
1947年（昭和22年）9月10日、田辺市は公民館設置に向けて協議会を開催し、先進地視察や公民館委員の任命などを経て、1949年（昭和24年）2月14日に公民館が設置され、田辺市立図書館はその一角に移った。同年10月には上屋敷町の旧軍人会館へ移った。この頃の図書館の蔵書数は15,515冊、年間閲覧者数は8,961人であった。1951年（昭和26年）には和歌山県立図書館紀南分館が田辺市にあった和歌山県蚕業試験場跡に設置され、それまで和歌山市にしかなかった映画フィルムが常備されることになり、紀南の農山村を巡回して利用された。
この頃、田辺市立図書館が行った利用者アンケートによると、よく読まれた雑誌は『リーダーズ・ダイジェスト』、『文藝春秋』、『キング』、『家の光』、『平凡』、『サンデー毎日』、『週刊朝日』、『講談倶楽部』、『主婦の友』であり、面白かった本は『宮本武蔵』、『風と共に去りぬ』、『裸者と死者』であった。なお利用者は、教員が4分の1、官公吏が1割を占め、専任職員は1人のみであった。当時の和歌山県内の図書館について熊代强が『図書館雑誌』に寄稿しているが、その中で田辺市立図書館に対し、「城下町の空気そのまま，おっとりしているが，その積極化を望みたい。」と意見している。公民館との併設のため、ホールでイベントがあると図書館利用が制限されるなど、市民からは不満の声も多かったという。

### 独立館舎時代（1955-2012）

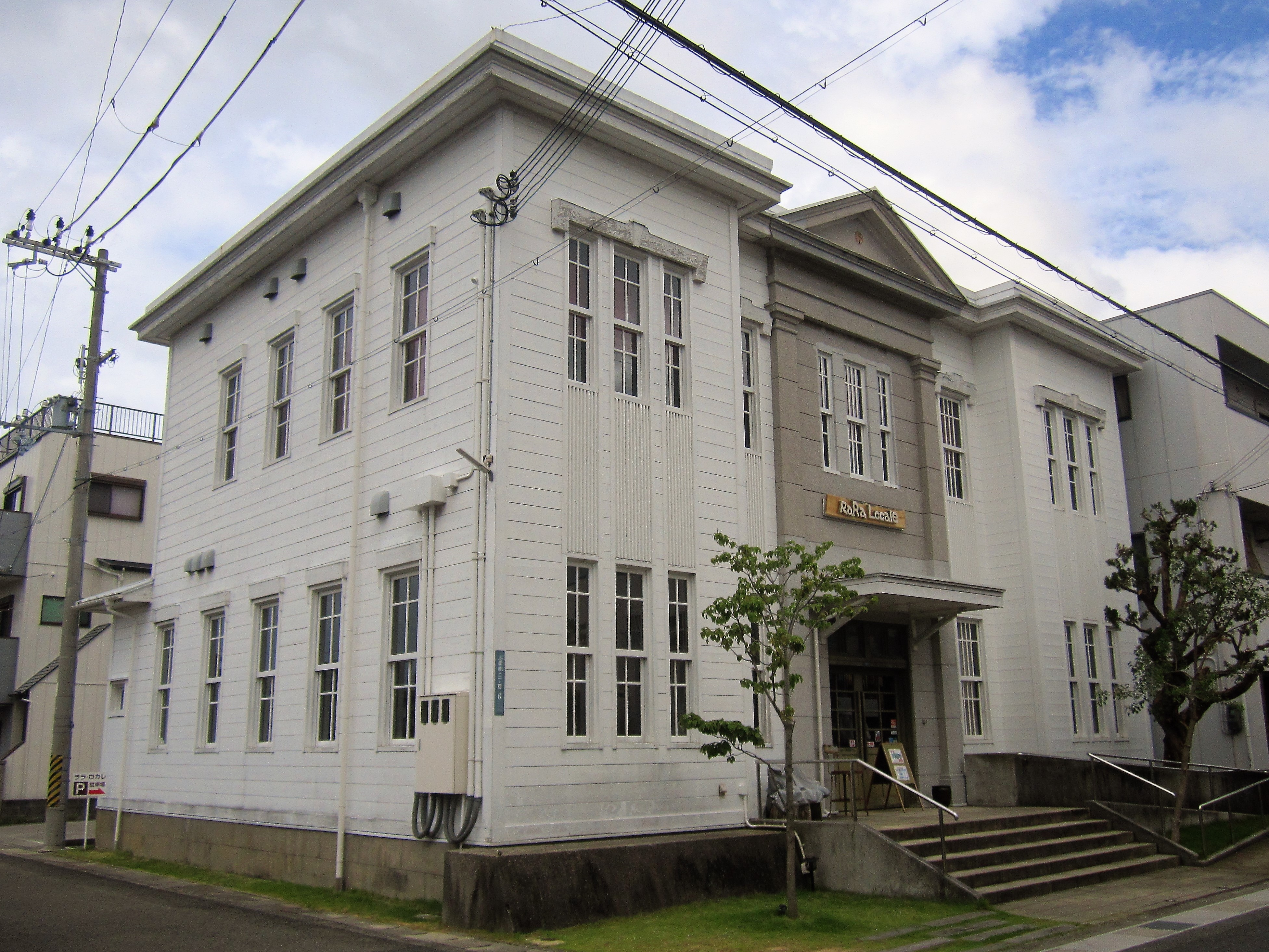
1955年から1963年まで使用されていた建物

1955年（昭和30年）7月、上屋敷町にあった旧田辺市警察の庁舎へ移転し公民館から独立した。1956年（昭和31年）4月には、田辺市立図書館条例と図書館規則を制定し、同年10月に図書館協議会を設置した。1959年（昭和34年）の利用者数は63,141人で職員は3人であった。人口4 - 6万人の市にある公立図書館109館の中で貸出冊数は7位であったが、資料購入費は60位、利用者数は64位と低かったことから、時代に即した新図書館の建設を求める声が高まり、1963年（昭和38年）11月2日に鉄筋構造地上2階・地下1階建ての新館が竣工し、11月5日に開館した。
新図書館は田辺市出身の建築家・片山礼三が設計し、1階に一般図書室・児童室・郷土図書室・新聞雑誌閲覧室など、2階に展示場や会議室を設け、当時の地方都市としては立派であったため、開館直前に近畿市長会へ出席するために田辺に集まった市長らが視察に訪れている。私立田辺図書館以来の和装本や「宇井文書」、「田所大庄屋文書」、鬪雞神社からの寄託資料などは2階で保存し、後に地方史研究の重要拠点となった。新館開館により利用者が急増したものの、蔵書数は約18,500冊とあまり増えていなかった。そこで紀伊民報文化事業団は開館前に市民へ献本を呼びかけ、郷土史家から明治期以降の貴重な郷土資料120冊が寄贈されるなどの成果があった。その後も年間500 - 600冊の寄贈が続き、「はまゆう文庫」など寄贈書で構成された文庫が5つ開設された。また職員は5人に増員された。図書館の充実の一方で、皮肉にも利用者数は減少を続けることになり、市内にある県立図書館紀南分館との競合も発生していた。
1972年（昭和47年）5月23日には点字図書の貸し出しを開始し、1977年（昭和52年）に配本自動車の巡回を開始、1987年（昭和62年）に移動図書館「べんけい号」を導入するなどサービスの充実を進めた。この間、南方熊楠と親交のあった写真家の辻一郎の親族から辻が撮影した写真乾板503枚が寄贈された。この写真は図書館でしばらく眠ることになるが、2014年（平成26年）に南方熊楠顕彰館が再発見した。
1997年（平成9年）11月21日、経営破綻した阪和銀行の行員らが「地域への感謝」としてポケットマネーを出し合い202,769円を田辺市立図書館へ寄付した。同年12月、図書館企画として初めて魚拓展を開催した。2000年（平成12年）2月5日と2月6日には、田辺市教育委員会が図書館の創立100周年を記念した「生涯学習フェスティバル」を田辺市民総合センターで開催し、「図書館100年のあゆみ」として開館を報じる当時の新聞記事、市民から募集した「21世紀の図書館像」に関する絵画・作文を展示した。2001年（平成13年）度の入館者数は57,323人（1日あたり210人）、蔵書数は約126,600冊、貸出冊数は16万冊であった。この頃図書館は老朽化し、施設や駐車場が狭いことから市民の間から新図書館建設の声が上がるようになり、新館建設資金として40年弱図書館協議会委員を務めてきた市民から100万円が寄付された。2002年（平成14年）時点では、田辺市立図書館は祝日を休館日としており、ゴールデンウィーク10日間のうち開館したのは3日だけ、冬休み期間17日のうち開館したのは5日だけであった。こうした状況は他の和歌山県内の図書館でも似たような状況であった。利用者からの蔵書問い合わせの増加に伴い、2003年（平成15年）5月20日より、インターネットで蔵書検索ができるようにした。
2005年（平成17年）5月、田辺市は日高郡龍神村、西牟婁郡中辺路町・大塔村、東牟婁郡本宮町と合併し新しい田辺市となったが、図書館を設置していたのは旧・田辺市のみで、田辺市立図書館を本館とし、旧4町村の図書室を田辺市立図書館の分室とした。2006年（平成18年）4月17日、本宮分室を田辺市本宮行政局2階へ移転、2007年（平成19年）7月3日、新しい大塔分室が田辺市大塔行政局3階に開室した。2010年（平成22年）、旧・田辺市内のみを巡回していた移動図書館を、合併前の旧4町村のエリアにも拡大した。

### たなべる時代（2012-）
2012年（平成24年）2月4日、紀南病院の跡地に田辺市立図書館と田辺市立歴史民俗資料館を併設した田辺市文化交流センター「たなべる」が湊地区に開館し、同日から図書館も供用開始となった。同年7月21日には新館開館記念講演会として、田辺市出身の作家・香月日輪が「妖怪たちに魅せられて」と題して講演を行った。たなべるへの移転により、延床面積は旧館の2倍に、利用者数は3倍に増加し、駐車場も9台しかなかったものが85台へと大幅に増えた。2015年（平成27年）度より、和歌山市民図書館と並んで和歌山県で初めて雑誌スポンサー制度を導入した。2016年（平成28年）6月1日にたなべるの入館者数が100万人に達し、100万人目の利用者に図書館長が花束を贈呈した。

## 利用案内
図書館は田辺市文化交流センター「たなべる」の中にある。2015年（平成27年）度のたなべるの来館者は225,828人で、うち図書館利用者は223,031人とほとんどの来館者が図書館を利用している。
- 貸出制限 - 田辺市に在住・通勤・通学する者。
- 貸出可能冊数 - 5冊（AV資料は貸出不可）
- 貸出可能期間 - 2週間
- 返却場所 - カウンター、ブックポスト
- 開館時間 - 9時30分から19時30分まで（ただし日・祝は18時まで）
- 休館日 - 月曜日（祝日の場合は翌日）、第4木曜日（祝日の場合翌日）、年末年始、特別整理期間
- 予約、複写の利用が可能。

### 建築
市立図書館のあるたなべるは、アール・アイ・エーの設計、田中組・裏地工務店・東宝建設共同企業体の施工による鉄骨構造2階建ての建築物である。図書館は1階にあり、2階には歴史民俗資料館と大会議室を置いている。企画・展示・講座などの図書館行事は、2階の体験学習室を使うこともある。
四方を道路に囲まれた住宅地の中にあり、「建物の『裏』を作らない」というコンセプトで設計された。「まちに開かれた施設」として、見られることを意識した外観をしている一方で、図書閲覧室の外には植栽と庇を設け、外からの視線の緩和を図っている。なお、この庇は、夜間にライトアップされる。
駐車場に面した入り口は東側にある。図書館の内部は大きく一般開架・児童開架・事務スペースに分かれ、低い書架と丸柱によって、来館者に広く柔らかな印象を与えている。書架・天井・内装には紀州材を多用する。

### 分室
合併前の中辺路町・本宮町・龍神村・大塔村が設置していた図書室を前身とする。開館時間は9時から17時までで、日曜・祝日・年末年始は全分室が休室となる。
- 龍神分室（ISIL:JP-1006625[6]） - 和歌山県田辺市龍神村安井1048-6 龍神市民センター内（北緯33度53分28.7秒 東経135度28分30.1秒 / 北緯33.891306度 東経135.475028度）
  - 1976年（昭和51年）5月開室[60]。
- 中辺路分室（ISIL:JP-1006624[6]） - 和歌山県田辺市中辺路町栗栖川402-1 中辺路コミュニティセンター内（北緯33度47分33.7秒 東経135度31分5.1秒 / 北緯33.792694度 東経135.518083度）
  - 1972年（昭和47年）10月開室[60]。1981年（昭和56年）に自動車文庫の運行を開始した[61]。
- 本宮分室（ISIL:JP-1006626[6]） - 和歌山県田辺市本宮町本宮219 田辺市本宮行政局2階（北緯33度50分17.1秒 東経135度46分23.1秒 / 北緯33.838083度 東経135.773083度）
  - 1997年（平成5年）10月に開室し[60]、「こだま文庫」の愛称がある[48]。本宮行政局への移転前は田辺市本宮山村開発センター（現存せず、跡地は和歌山県世界遺産センターのある世界遺産熊野本宮館となった[62]）の1階にあり、本宮町商工会が貸出事務を受け付けていた[48]。
- 大塔分室（ISIL:JP-1006627[6]） - 和歌山県田辺市鮎川2567-1 田辺市大塔行政局3階（北緯33度43分47.1秒 東経135度29分22.5秒 / 北緯33.729750度 東経135.489583度）
  - 1977年（昭和52年）7月開室[60]、1981年（昭和56年）に自動車文庫の運行を開始した[61]。旧大塔村役場の総務課・企画調整課・農林産業課・会議室が置かれていた空きスペースを活用したもので、床面積は公民館図書室時代の3倍となる約300 m2である[49]。2007年（平成19年）の移転当時の蔵書数は約14,000冊[49]。

## 主な取り組み
たなべるへの移転に当たり、「乳幼児から本に親しめる環境づくり」を掲げたことから、子育て世代へのサービスに重点を置いており、館内施設の整備、子供向けイベントの企画の実施などに取り組んでいる。施設整備の面では、童謡や遊び、読み聞かせなどができる「おはなしのへや」、靴を脱いで絵本が読める「えほんのへや」、授乳室を併設し、絵本や玩具を備えた「子育てひろば」を用意している。子供向けイベントの面では、遊戯や絵本・紙芝居の読み聞かせを行う0 - 2歳児対象の「ひよこタイム」、2 - 3歳児対象の「こぐまタイム」、4歳児以上対象の「おはなしタイム」・「おはなし会」を開催している。映画上映会を開くこともあり、2012年（平成24年）10月20日には『ヒックとドラゴン』を上映した。
子供向けの活動だけでなく、2013年（平成25年）12月4日には悪徳商法被害防止のために「消費者啓発講座」を開催するなどしている。

### 移動図書館
「べんけい号」という名前で1987年（昭和62年）に導入した。2005年（平成17年）の新・田辺市発足後もしばらくは旧・田辺市域のみ巡回していたが、2010年（平成22年）より龍神・中辺路・本宮・大塔でも巡回を開始した。同年末の時点で巡回拠点は32か所あったが、利用実績の振るわない拠点の廃止を進めた結果、2017年（平成29年）度には25か所まで減少した。その後、2018年（平成30年）度に「市域全体にサービスを」を掲げて中辺路地域に4か所を新設、大塔地域の拠点を移動する変更を行った。
べんけい号は約1,000冊を搭載し、1拠点当たり30分ほど停車する。貸出期間は約1か月である。